# 400미터 달리기

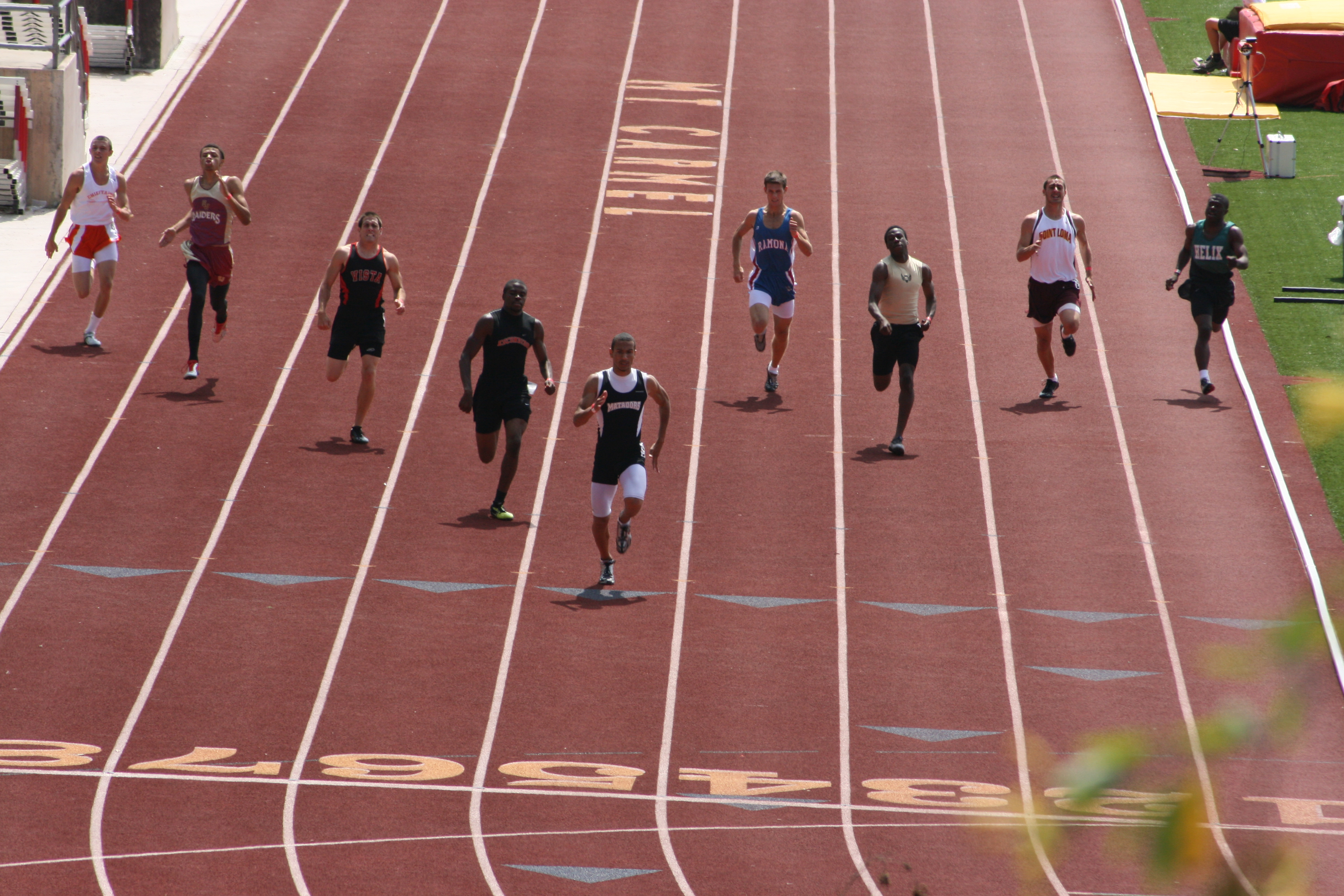

400미터 달리기는 육상 경기에서 단거리 달리기 종목이다. 남자 종목은 1896년 하계 올림픽때 올림픽 종목으로 처음 채택되었고, 여자 종목은 1964년 하계 올림픽때 올림픽 종목으로 처음 채택되었다. 표준 실외 달리기 트랙에서는 트랙 주위에서 1바퀴 뛴다. 주자는 비틀거리는 위치에서 출발하여 전체 코스에서 별도의 레인으로 달린다.